# Rio Savannah

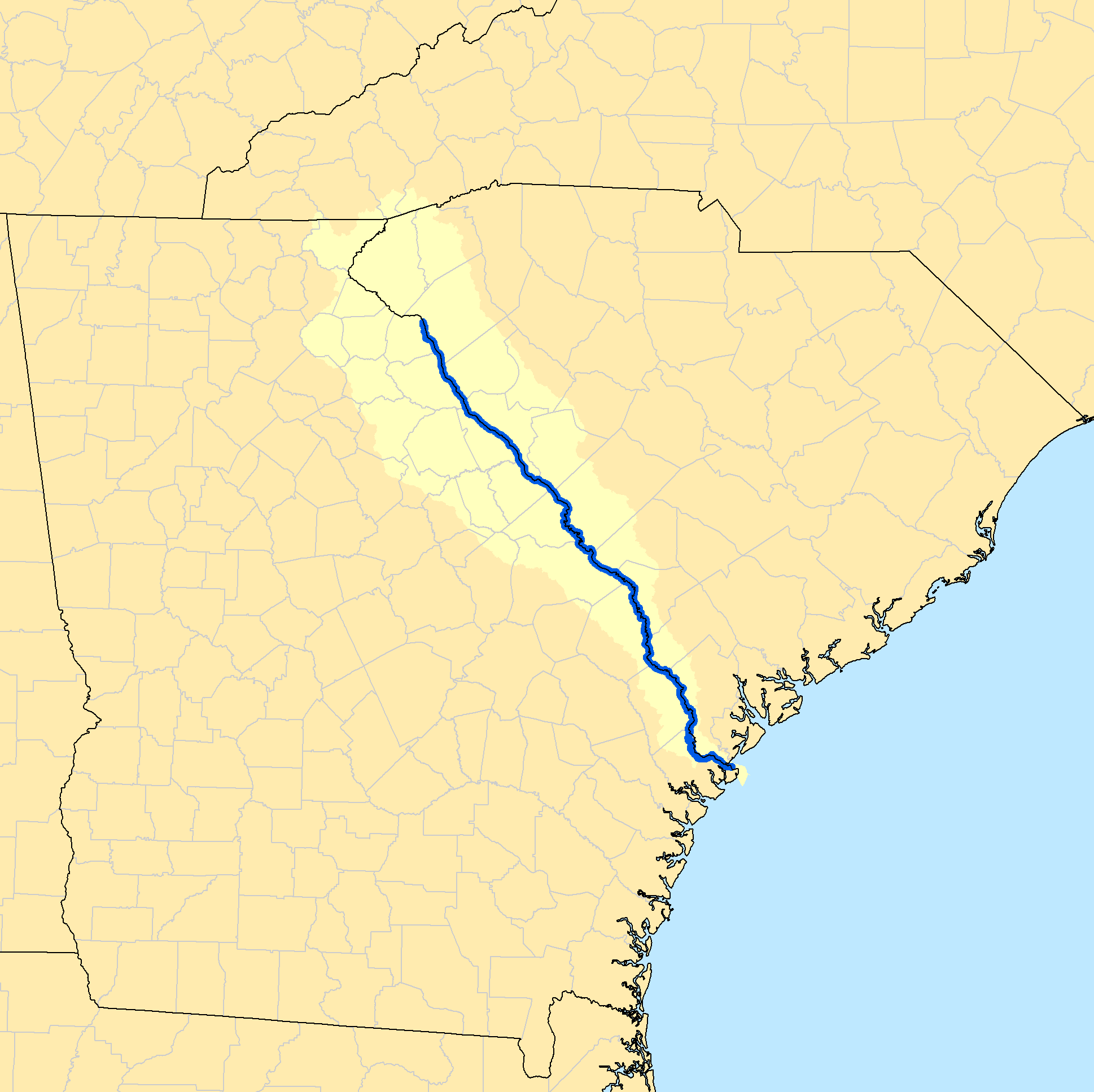
Mapa da bacia do rio Savannah

O rio Savannah é um importante rio do sudeste dos Estados Unidos, ele forma a maior parte da divisa entre os estados da Carolina do Sul e Geórgia. Dois afluentes do Savannah, o rio Tugaloo e o rio Chattooga, formam a parte mais ao norte da divisa. A bacia hidrográfica do rio Savannah estende-se para o lado sudeste dos Apalaches no interior da Carolina do Norte. O rio possui cerca de 563 km de extensão e é formado pela confluência do rio Tugaloo e do rio Seneca. Hoje, essa confluência está submersa no lago Hartwell.